# Wang Huning
Wang Huning (chinois : 王沪宁 ; pinyin : Wáng Hùníng), né le 6 octobre 1955 à Shanghai, est un homme politique chinois et l'un des principaux dirigeants du Parti communiste chinois (PCC). Il est actuellement président de la Conférence consultative politique du peuple chinois (CCPPC). Idéologue de premier plan dans le pays depuis les années 1980, Wang est membre du Comité permanent du Politburo du PCC, l'organe décisionnel suprême de la Chine, depuis 2017, et en est le quatrième membre depuis 2022.
Ancien universitaire, Wang a été professeur de politique internationale et doyen de la faculté de droit de l'université de Fudan. Pendant cette période, il a attiré l'attention en raison de sa croyance dans le « néoconservatisme chinois », doctrine selon laquelle un leadership fort est nécessaire pour la stabilité et les réformes politiques. Il a commencé à travailler pour les dirigeants du PCC en 1995 en tant que directeur d'une équipe de recherche au Bureau central de recherche politique du PCC (BCRP). Il est devenu directeur adjoint du BCRP en 1998, puis a été promu au comité central du parti et directeur du bureau en 2002, poste qu'il occupera jusqu'en 2020, ce qui représente le plus long mandat. Il a ensuite assisté le secrétaire général du PCC, Jiang Zemin, et a joué un rôle déterminant dans l'élaboration de la théorie politique caractéristique de Jiang, les Trois Représentations. Quelques années après, Wang est devenu un proche confident du secrétaire général du PCC, Hu Jintao, dont il aurait joué un rôle clé dans l'élaboration de sa principale théorie, les Perspectives scientifiques du développement du socialisme, et est devenu secrétaire du secrétariat du PCC en 2007.
Wang est ensuite devenu membre du Politburo du PCC en 2012, et il a développé des relations étroites avec le nouveau secrétaire général du PCC Xi Jinping, devenant l'un de ses plus proches conseillers. En 2017, il a été promu cinquième membre du Comité permanent du Politburo et premier secrétaire du Secrétariat du PCC. Il a également présidé des commissions de premier plan sur l'idéologie et les réformes et est considéré comme ayant joué un rôle déterminant dans l'élaboration de concepts clés sous Xi, notamment la Pensée Xi Jinping, la modernisation à la chinoise, le Rêve chinois et l'initiative « Nouvelle route de la soie ». Sa place dans la Commission centrale pour l'approfondissement des réformes (CCAR) lui offre une place centrale dans les réformes chinoises. En 2022, Cai Qi lui succède au poste de premier secrétaire et il devient le quatrième membre de la CCPPC. Il devient président de la CCPPC en mars 2023, succédant à Wang Yang. Il devient également le chef adjoint du Groupe dirigeant central pour les affaires de Taïwan, devenant ainsi responsable des relations politiques avec Taïwan.
Largement considéré comme l'« éminence grise » du PCC, Wang est considéré comme son principal idéologue et comme le principal architecte des idéologies politiques officielles de trois secrétaires généraux du PCC depuis les années 1990. Il a exercé une influence significative sur la politique et la prise de décision de ces trois dirigeants suprêmes, ce qui est exceptionnellement rare dans la politique chinoise. Wang pense qu'un État fort et centralisé est nécessaire en Chine pour résister à l'influence étrangère, une politique menée par Xi Jinping.

## Jeunesse
Wang est né le 6 octobre 1955 dans le district de Nanshi (en), proche du centre-ville de Shanghai. Ses origines remontent au comté de Ye, dans la province de Shandong. Cependant, il n'a jamais vécu dans cette province. Le nom de Wang, « Huning (沪宁) », signifie littéralement « la paix (宁) de Shanghai (沪) », un nom typique donné par ses parents, cadres de l'armée populaire de libération qui ont participé à la campagne de Shanghai pendant la guerre civile chinoise et sont restés dans la ville par la suite. En tant que militaire, le père de Wang Huning a été impliqué dans la campagne anti-Peng Dehuai lancée par Mao Zedong et a été persécuté pendant la Révolution culturelle. Sa mère a été hospitalisée à plusieurs reprises pour cause de maladie après 1965, ce qui a obligé Wang et ses deux frères aînés à s'occuper d'elle. Pendant sa jeunesse, Wang est allé au collège Yongqiang de Shanghai, où il a obtenu de ses professeurs des livres qui étaient interdits à l'époque. Lorsque l'école a ouvert une classe de mécanique, Wang y a participé en tant qu'apprenti ouvrier. Il est sorti diplômé de ce collège en 1972. La classe de formation a d'abord été installée dans le comté de Dafeng, dans la province de Jiangsu, où Wang a commencé ses études en octobre 1972. L'école des cadres a ensuite déménagé à Fengxian, à Shanghai, en avril 1973.
Après avoir obtenu son diplôme en février 1977, il devient cadre au Bureau d'édition de Shanghai. En 1978, il a participé à l'examen d'admission aux études supérieures et a été admis comme étudiant de troisième cycle au département de politique internationale de l'université de Fudan. Son mentor est Chen Qiren, qui se souviendra plus tard que Wang était en retard lors de l'entretien, mais qu'il lui a accordé un laissez-passer en raison de l'excellence de ses résultats à l'examen préliminaire. Le mémoire de maîtrise de Wang était intitulé « De Bodin à Maritain : Une revue du développement de la théorie occidentale de la souveraineté ». La thèse a été hautement approuvée par le comité de soutenance. Il a obtenu une maîtrise en droit en 1981 et reste à Fudan en tant qu'instructeur au département d'enseignement et de recherche en sciences politiques, période durant laquelle il est très apprécié par Wang Bangzuo, alors directeur du département. Ils étaient généralement appelés « les deux Wang » par leurs homologues.

## Carrière universitaire
En avril 1984, Wang a adhéré au Parti. En 1985, à l'âge de 29 ans, Wang a été promu professeur associé en politique internationale, sans avoir eu besoin d'être préalablement chargé de cours, ce qui a fait de lui le plus jeune professeur associé de Chine à l'époque. Pendant cette période, il a publié de nombreux articles dans des revues académiques, des journaux et des magazines, qui étaient lus par l'élite intellectuelle. À la fin de 1985, Wang avait publié près de 80 articles et compilé 700 000 mots de documents. Il a également été sélectionné comme chercheur spécial en politique par le département de l'organisation du comité du parti municipal de Shanghai et a été le principal contributeur au livre « Introduction à la science politique », cet est ouvrage clé en matière de sciences sociales dans le cadre du sixième plan quinquennal. En 1988, Wang a été chercheur invité aux États-Unis pendant six mois, passant les trois premiers mois à l'université de l'Iowa, trois semaines à l'université de Californie, Berkeley, et visitant de nombreuses autres universités. Pendant son séjour aux États-Unis, Wang a visité plus de 30 villes et près de 20 universités, et a ensuite raconté ses expériences dans son livre America Against America (L'Amérique contre l'Amérique). Après son retour en Chine, Wang a été directeur du département de politique internationale de l'université de Fudan de 1989 à 1994, et doyen de la faculté de droit en 1994. Wang était un jeune chercheur bien connu des milieux universitaires depuis les années 1980. Il a écrit des chroniques et des essais pour de nombreuses publications approuvées par le parti et a fait la couverture de magazines d'actualité tels que Banyuetan (半月谈), attirant ainsi l'attention des principaux dirigeants politiques de Shanghai, et il était connu de Jiang Zemin, alors secrétaire du PCC à Shanghai. Ses réalisations l'ont amené à participer à la rédaction de documents théoriques pour le PCC depuis le 13e congrès national du PCC. En 1993, Wang a dirigé l'équipe de débat des étudiants de Fudan qui a participé à une compétition internationale de débat universitaire en langue chinoise à Singapour. L'équipe a remporté le championnat entre 1988 et 1993.
Le 12 février 1993, Wang a créé l'Institut de recherche sur le développement de l'université de Fudan. Pendant cette période, il a participé à des « séminaires bimensuels » organisés par le maire de Shanghai, Jiang Zemin. L'Institut de recherche sur le développement a présenté divers rapports, notamment sur les révolutions de 1989 dans le bloc de l'Est et sur le statut politique de Taïwan. Wang a été l'un des deux principaux planificateurs du Rapport sur le développement de la Chine publié par l'Institut de recherche sur le développement à la fin de 1993 ; il alors a été le rédacteur en chef de la section politique du rapport. Le travail de Wang dans les années 1990 exprimait la position selon laquelle la Chine devait retrouver un sentiment d'autonomie culturelle et intellectuelle chinoise. Ce travail a attiré l'attention des dirigeants politiques du gouvernement central.

## Carrière politique
Au cours de l'été 1994, il a participé à la rédaction des documents de la quatrième session plénière du 14e comité central. À partir de 1995, Wang a été chargé de travailler pour la direction du parti à Pékin sur recommandation de Zeng Qinghong et Wu Bangguo, deux hommes politiques de premier plan de Shanghai, qui entretenaient tous deux des relations étroites avec l'actuel secrétaire général du parti, Jiang Zemin. Il a été appelé par Jiang à diriger l'équipe de recherche politique du Bureau central de recherche sur les politiques (BCRP), puis a été promu en avril 1998 directeur adjoint , devenant directeur en 2002. Considéré comme l'un des principaux conseillers idéologiques de Jiang Zemin, il a accompagné le président chinois lors de toutes ses visites à l'étranger à partir de 1998 en tant qu'assistant spécial. Wang a fait partie de l'équipe qui a formulé les « Trois représentations », modèle idéologique du pouvoir de Jiang, qui ont été inscrits dans la constitution du PCC en 2002.
En 2002, il devient membre du Comité central du PCC, et en novembre 2007, Wang est admis au Secrétariat du Parti communiste chinois. Il commence à accompagner le secrétaire général Hu Jintao lors de ses déplacements à l'étranger et est considéré comme l'un des trois conseillers les plus influents de Hu, avec Ling Jihua et Chen Shiju. À cette époque, il a également commencé à travailler avec Xi Jinping. Wang était membre d'un comité chargé de superviser la « construction du parti », que Xi a commencé à présider en 2007. Il a ensuite dirigé l'équipe qui a rédigé le rapport final de Hu lors du 18e Congrès national du PCC. Selon Radio Free Asia, Wang a proposé à deux reprises au gouvernement central de démissionner de son poste de directeur de la BCRP après être devenu secrétaire du Secrétariat, mais il a continué à exercer ses fonctions car le Département de l'organisation du PCC n'a trouvé personne pour lui succéder.
Wang a après été promu au Politburo du Parti communiste chinois en novembre 2012 après le congrès, devenant ainsi le premier directeur du BCRP à siéger au sein du conseil d'élite du pouvoir. Il a également quitté le secrétariat du PCC. Après l'accession de Xi Jinping au poste de secrétaire général du Parti communiste chinois en novembre 2012, Wang a entretenu une relation étroite avec Xi, apparaissant à nouveau comme l'un des principaux membres de l'entourage du président lors de ses déplacements internationaux.Le 22 janvier 2014, Wang a été nommé directeur de la Commission centrale pour l'approfondissement des réformes (CCAR), un nouvel organe du PCC.

### Premier secrétaire du Secrétariat central (2017-2022)
Le 25 octobre 2017, Wang a été choisi comme cinquième membre du Comité permanent du Politburo, l'organe décisionnel suprême de la Chine, devenant ainsi l'un des rares membres de cet organe à ne pas avoir d'expérience ministérielle ou provinciale préalable.Avec d'autres cadres dirigeants, Wang a présidé au développement de Xuexi Qiangguo, une application conçue pour enseigner la pensée de Xi Jinping. Après que le PCC a lancé la campagne éducative « ne pas oublier l'intention initiale et se souvenir de la mission » (不忘初心、牢记使命) en mai 2019, Wang a été nommé à la tête du Groupe dirigeant central.
En janvier 2020, Wang a été nommé chef adjoint du groupe directeur central chargé de la lutte contre la pandémie de COVID-19, sous la direction du premier ministre Li Keqiang. Il a également accompagné Xi lors de sa visite à Wuhan en mars. Jiang Jinquan lui a ensuite succédé au poste de directeur du CPRO en 2020. En 2020, il est l'un des rédacteurs des grandes lignes du quatorzième plan quinquennal et joue un rôle clé dans la rédaction de la « troisième résolution historique » en novembre 2021, qui consolide encore le pouvoir de Xi Jiping. Reuters a rapporté le 3 mars 2023, citant des sources, que Wang avait tenu une réunion fin octobre avec des experts médicaux de haut niveau, des hauts fonctionnaires et des membres de l'appareil de propagande, leur demandant combien de décès l'abandon des contrôles zéro COVID causerait dans le pire des cas et leur demandant de concevoir des feuilles de route sur la réouverture des politiques à des rythmes différents.

### Président de la Conférence consultative politique du peuple chinois (2023-)
Wang était le secrétaire général du 20e congrès national du PCC, qui s'est tenu en octobre 2022. Il a également été l'un des directeurs adjoints de l'équipe de rédaction chargée de rédiger le discours de Xi pour le Congrès national. À la suite de la première session plénière du 20e comité central du PCC, Wang a été reconduit au comité permanent du Politburo du Parti communiste chinois en tant que quatrième membre, et Cai Qi lui a succédé en tant que premier secrétaire du secrétariat.
Le 17 janvier 2023, il est élu membre de la conférence consultative politique du peuple chinois (CCPPC). Le South China Morning Post avait pourtant laissé entendre, avant le congrès du PCC, qu'il allait devenir président du comité permanent de l'Assemblée nationale populaire, devenant en mars le président de la CCPPC. Il est tout de même resté à la tête du CCAR. Selon un article de Foreign Affairs rédigé par Odd Arne Westad en 2023, Wang est également membre de la Commission de sécurité nationale du PCC et « est peut-être la figure la plus influente après Xi lui-même ».
En mai 2023, Wang a visité le Xinjiang, notamment les grandes villes comme Ürümqi et Kashgar, ainsi que des communautés rurales, des écoles, des mosquées et des entreprises. À Ürümqi, il a visité un musée, l'Institut islamique du Xinjiang, l'université du Xinjiang et quelques entreprises, tandis qu'à Kashgar, il a visité la mosquée Id Kah et le village de Mangan. Au cours de sa visite, il a appelé à l'unité entre les groupes ethniques et à « planter les graines du patriotisme chez tout le monde, en particulier chez les adolescents ». Lors d'une conférence de travail sur le Xinjiang en septembre 2023, Wang a appelé à des efforts pour développer les secteurs industriels, éducatifs et culturels du Xinjiang, et a également souligné l'importance des programmes d'« assistance au jumelage ». Il a appelé à « favoriser un fort sentiment d'appartenance à la communauté de la nation chinoise ».
En décembre 2023, Wang a pris la parole lors du 11e congrès national des chrétiens chinois, où il a appelé le Mouvement patriotique des trois autonomies et le Conseil chrétien de Chine à « adhérer à la direction de la sinisation du christianisme » et à « interpréter les doctrines conformément aux exigences de développement et de progrès de la Chine contemporaine, aux valeurs fondamentales du socialisme et à l'excellente culture traditionnelle chinoise ». En 2024, il est chef adjoint du comité de rédaction dirigé par Xi qui a rédigé les résolutions de la troisième session plénière du 20e Comité central en juillet 2024. Lors d'une réunion plénière de la CCPPC en juillet 2024, Wang appelle à renforcer la stratégie de double circulation. En décembre 2024, il a visité le Centre chinois de recherche en tibétologie à Pékin. En janvier 2025, Wang a tenu une réunion de la CCPPC, au cours de laquelle il s'est engagé à soutenir le développement du secteur privé, déclarant que la Chine « doit soutenir le développement sain du secteur non public et des entrepreneurs, et également guider les entreprises privées et les entrepreneurs pour qu'ils renforcent leur confiance, surmontent les défis et propulsent la croissance ».

### Taiwan
En janvier 2023, Wang est devenu le chef adjoint du groupe central pour les affaires de Taïwan, ce qui le place responsable des relations politiques avec Taïwan. Il est chargé de jeter les bases de l'unification avec Taïwan, d'élaborer une théorie remplaçant le principe « un pays, deux systèmes » pour mesurer les progrès accomplis dans la réalisation des objectifs d'unification de la Chine, et de décider si une opération militaire est nécessaire. Le 10 février, il rencontre Andrew Hsia, vice-président du Kuomintang. Wang a également rencontré Liu Chao-shiuan, président du Conseil du sommet des entrepreneurs de Taiwan, en avril, et Wu Cherng-dean, président du Nouveau Parti Taiwanais, en juin. Le même mois, lors du Straits Forum, Wang a dévoilé un plan visant à transformer la province de Fujian en une zone de démonstration pour « l'intégration économique de Taïwan dans la Chine ».
Le 11 septembre, il a été choisi comme président du Conseil chinois pour la promotion de la réunification nationale pacifique, un organisme conçu pour promouvoir l'unification avec Taïwan ; le président de la CCPPC est donc aussi le président de ce Conseil. En février 2024, Wang a pris la parole lors de la conférence de travail sur Taïwan, où il a déclaré que la Chine devait « lutter résolument contre le séparatisme de l'indépendance de Taïwan » et « poursuivre l'initiative stratégique visant à réaliser l'unification complète de la mère patrie ». Le 10 avril, il a fait partie des fonctionnaires qui ont rencontré l'ancien président taïwanais Ma Ying-jeou lors de sa rencontre avec Xi. Le 27 avril, il a rencontré à Pékin une délégation du Kuomintang conduite par Fu Kun-chi, chef de la majorité au Yuan législatif. Wen a participé au Straits Forum en juin 2024, où il a déclaré que « la tendance historique de la renaissance et de la réunification de la Chine est irréversible ». En août, il a envoyé un message de félicitations à la conférence mondiale des Chinois d'outre-mer pour la promotion de la réunification pacifique de la Chine, qui s'est tenue à Hong Kong, saluant les efforts des Chinois de Hong Kong, de Macao, de Taïwan et d'outre-mer pour plaider contre l'indépendance de Taïwan.

## Idéologie
Wang serait à l'origine de la pensée politique publiée de trois dirigeants de la Chine : les Trois représentations de Jiang Zemin, les Perspectives scientifiques sur le développement de Hu Jintao, et la Pensée de Xi Jinping. Il aurait également joué un rôle clé dans l'élaboration de concepts tels que le rêve chinois et la modernisation à la chinoise. Selon le South China Morning Post, Xi « demande régulièrement l'avis de Wang sur ses principaux discours et déclarations ».

### Gouvernance
Lorsqu'il était professeur dans les années 1980, Wang a d'abord attiré l'attention par son plaidoyer en faveur du néo-autoritarisme, selon lequel un gouvernement centralisé est nécessaire pour maintenir la croissance économique et la stabilité, ce qui pourrait par la suite permettre de procéder lentement à des réformes politiques de l'intérieur. Dans un article publié en 1986, il écrit qu'il est « très important de se conformer à la constitution », de peur qu'une nouvelle révolution culturelle ne se produise. Ses opinions politiques ont changé après sa visite aux États-Unis, où il a plaidé en faveur d'un État centralisé à parti unique, culturellement unifié et sûr de lui pour résister à l'influence des idées libérales. Dans une interview accordée en 1995, il a déclaré que « [d]ans un endroit sans autorité centrale, ou dans un endroit où l'autorité centrale s'est affaiblie, le pays serait enlisé dans un état de division et de chaos » et qu'« [u]ne autorité centrale forte est la garantie fondamentale pour parvenir à un développement rapide et stable à un coût relativement faible au cours du processus de modernisation ».

### Culture
Dans son essai de 1988 intitulé « The Structure of China's Changing Political Culture » (La structure de la culture politique changeante de la Chine), Wang a déclaré que le PCC devait reconsidérer la manière dont le « logiciel » d'une nation, c'est-à-dire sa culture, ses valeurs et ses attitudes, façonnait son « matériel », c'est-à-dire son économie, ses systèmes et ses institutions. Certaines sources ont attribué à ce type de pensée une « rupture audacieuse avec le matérialisme du marxisme orthodoxe ». Wang a déclaré que la Chine était en pleine transformation, mais que le nouveau modèle du socialisme aux caractéristiques chinoises laissait la Chine sans valeurs fondamentales, ce qui « ne pouvait servir qu'à dissoudre la cohésion sociétale et politique ». Wang a également déclaré que l'introduction du marxisme en Chine n'avait pas été entièrement positive et que si le PCC avait critiqué les valeurs historiques de la Chine depuis 1949, il n'avait pas accordé suffisamment d'attention à la création et à l'élaboration de ses propres valeurs fondamentales. Il a recommandé à la Chine de combiner ses valeurs historiques et modernes (y compris les valeurs marxistes étrangères). Wang a également rédigé le premier document universitaire chinois sur le « soft power » et a été considéré comme la force motrice des investissements de la Chine dans la promotion de sa culture à l'étranger.

### Position sur les Etats-Unis
En 1991, après sa visite aux États-Unis, Wang a écrit un livre intitulé America Against America, dans lequel il évoque les défis croissants auxquels il est confronté aux États-Unis, tels que les inégalités, les conflits économiques, la décadence des valeurs sociales et la marchandisation. Il fait également l'éloge des atouts des États-Unis, tels que leur modernité, et a été décrit par The Economist comme « voyant les faiblesses du système américain, mais sans les exagérer ». Selon les propres termes de Wang :
Mon intention avec ce titre est de montrer que l'Amérique contient des contradictions qui ne peuvent être balayées d'une seule phrase. Autrefois, les gens avaient une vision dogmatique de la société américaine comme étant simplement « l'exploitation de la plus-value », une « dictature de la bourgeoisie », et rien de plus. Aujourd'hui, il y a un autre extrême, certains imaginent les États-Unis comme un paradis, riche et sans défaut. En réalité, la société américaine ne correspond à aucune de ces descriptions et se trouve souvent en contradiction fondamentale avec elles. Il y a des forces et des faiblesses, et là où il y a des forces, il y a aussi des faiblesses. L'Amérique est une contradiction, elle contient des multitudes. C'est ce que j'entends par « l'Amérique contre l'Amérique ».

## Vie privée

### Personnalité
D'anciens collègues ont décrit Wang comme un insomniaque et un bourreau de travail, introverti, discret et « presque obsessionnellement discret ». Après s'être lancé dans la politique dans les années 1990, il a coupé tout contact avec ses collègues universitaires. Ayant étudié le français en licence, Wang parle couramment cette langue. Il est également un lecteur passionné de romans Wuxia. Dans ses mémoires Political Life, Wang a déclaré que son but dans la vie était de continuer à écrire des livres et à enseigner à des étudiants.

### Famille
Le premier mariage de Wang est avec Zhou Qi, une experte en relations internationales à l'Académie chinoise des sciences sociales et à l'Université Renmin. Ce mariage s'est soldé par un divorce après son départ pour le Zhongnanhai en 1996. Ils n'ont pas eu d'enfants. Il a ensuite épousé une infirmière au Zhongnanhai avec qui il a un enfant.

### Réception publique
Ayant travaillé en étroite collaboration avec trois dirigeants suprêmes consécutifs, Wang a fait preuve d'une capacité rare et remarquable à conserver son influence auprès de dirigeants appartenant à diverses factions du Parti communiste. En outre, il a été décrit comme le « Kissinger de la Chine » par The Hankyoreh et est appelé guóshī (chinois : 国师) par les citoyens chinois, un titre historiquement donné aux principaux dirigeants religieux de la Chine impériale, en particulier de la dynastie des Yuan.

## Travaux
Parmi les ouvrages de Wang figurent La logique de la politique - Les principes de la science politique marxiste, Introduction générale à la nouvelle politique, Analyse de la politique occidentale moderne, Analyse de la politique comparée et Concours de débat dans la cité du lion, tous en chinois. Parmi ses autres ouvrages, citons (tous en chinois) :
- La Souveraineté Nationale (1987)
- Analyse comparative des politiques (1987)
- Analyse des politiques occidentales contemporaines (1988)
- Introduction à l'Administration Publique (1989)
- Analyse de l'Administration écologique (1989)
- Collection de Wang Huning (1989)
- Anticorruption : expérimentation en Chine (1990)
- Corruption et Anticorruption : Etude des Problèmes de Corruption Outre-mer (1990)
- Culture des Famille de Villages Chinois Contemporains (1991)
- Amérique Contre Amérique (1991)
- Débattre au Château du Lion (1993)
- Logique Politique (1994)
- Vie Politique (1995)